# アラシュ自治国
- アーラシュ自治国
- アラシ自治国

アラシュ自治国
Алаш автономиясы

国の標語: Oyan, Qazaq! (目覚めよカザフ！)
アラシュ自治国の位置（赤）

アラシュ自治国（カザフ語: Алаш автономиясы; ロシア語: Алашская автономия）は1917年12月13日から1920年8月26日まで存在した国家。おおよそ現在のカザフスタンの領域にあった。首都はアラシュ・クァラ（現在のセメイ）。

## 歴史

### 建国

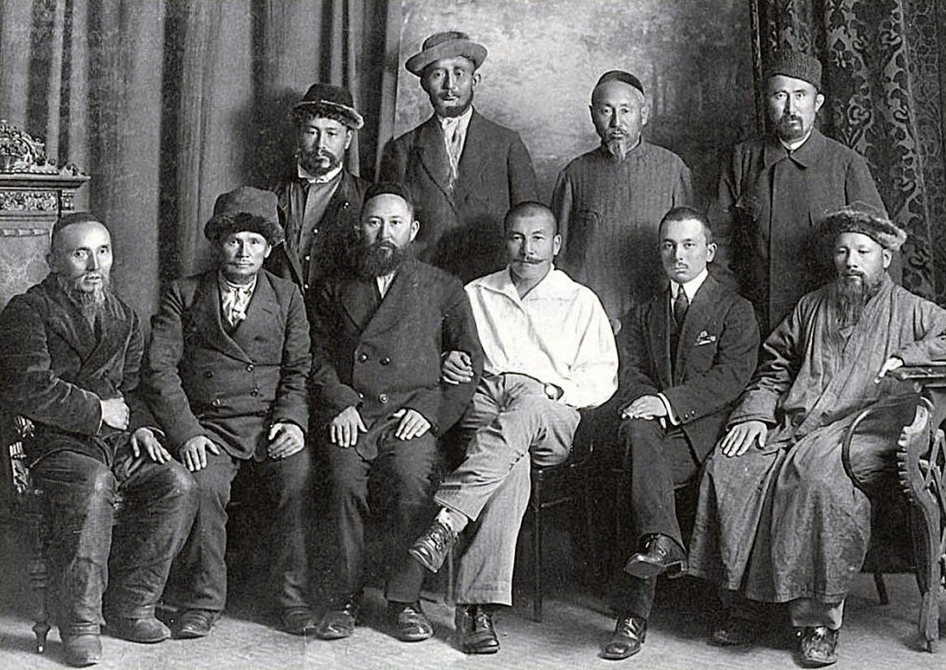
アラシュ党のメンバー
前列中央が自治国評議会議長となったボケイハノフ

カザフ人からなるアラシュ党は、全キルギス人（全カザフ人）第2回大会において1917年12月13日にアラシュ自治国の独立を宣言した。アラシュ党の指導者はアラシュ議会（アロシュ・オルダ）を設立した。アラシュ自治国は、ブケーエフ・オルダ、ウラル州、トゥルガイ州、アクモリンスク州、セミパラチンスク州、セミレチェンスク州、スィダリヤ州、サマルカンド州、アムダリヤ地域、フェルガナ州のキルギス人（カザフ人）郡、アルタイ県の混住（カザフ人）郡・郷を支配し、各地に議会と委員会を設置した。

### ロシア内戦
カザフスタン政府は、白軍（臨時シベリア政府）と同盟し、ボリシェヴィキに対抗して戦った。1918年11月、アラシュ自治国はウファ・ディレクトーリヤ（ロシア語: Уфимская директория）により形式上廃止されたが、政府は1920年まで活動を続けた。1919年には白軍が敗北し、アラシュ自治国政府はボリシェヴィキと交渉を始めた。1919年から1920年にかけて、ボリシェヴィキはこの地域を占領したカザフスタンの白軍を撃破した。

### 滅亡
1920年8月26日、ソビエト政府はアラシュ自治国を解散させ、キルギス自治ソビエト社会主義共和国を設置した。この共和国は1925年にカザフ自治ソビエト社会主義共和国へ変化し、1936年にはカザフ・ソビエト社会主義共和国となった。